# Живая Вселенная
«Живая Вселенная» — цикл научно-популярных документальных фильмов на телеканале «Россия-Культура», вышедший на экраны 31 мая 2011 года. В фильмах делается попытка прикоснуться к тайнам Вселенной: понять сложные процессы, происходящие на Солнце и на ближайших к нам планетах Солнечной системы; осознать, насколько реально существование внеземных цивилизаций.

## Выпуски цикла
«Луна. Возвращение». О планах исследования Луны сегодня заявляют пять космических держав, в числе которых и Россия. Почему через 40 лет после завершения лунных программ СССР и США человечество вновь возвращается на Луну? Главная причина в том, что только на Луне можно найти древнейшую историю Земли. Хотелось бы понять, смогут ли люди находиться там постоянно, использовать лунные недра для того, чтобы черпать ресурсы для энергетики Земли?
«Поиски Жизни». Сегодня, когда открыты уже более 400 планет, и даже подобные Земле, учёные вновь заговорили о том, что поиск внеземных цивилизаций — серьёзная и посильная для человечества задача. Можно искать воду, кислород и метан, то есть органическую жизнь, или следы высоких технологий. Сегодня учёные идут обоими путями одновременно. В 1960-70-х в существование обитателей Венеры и Марса верили не только писатели-фантасты, но и учёные и конструкторы космической техники. В фильме показаны уникальные кадры того времени и интервью тех людей, которые возглавляли советскую и американскую программы поиска внеземного разума.
«Земля и Венера. Соседки». Трудно представить себе две более близкие по своим характеристикам планеты — Землю и Венеру. Соседки по Солнечной системе. Венера лишь в два раза сильнее прогревается Солнцем, и до 70-х годов прошлого столетия учёные были уверены, что там лишь немного теплее, чем на Земле. Однако климат на Земле и Венере отличается так же, как в нашем представлении рай отличается от преисподней. Почему сегодня внимание учёных вновь приковано к Венере? Помогут ли новые экспедиции ответить на вопрос, ждёт ли Землю так называемый «парниковый эффект», который изменил судьбу Венеры?
«Солнце и Земля. Вспышка». есмотря на то, что мы наблюдаем за Солнцем постоянно, мы не можем предсказать поведение этой близкой к нам звезды, которая определяет нашу жизнь. Можно ли объяснить и предвидеть пики солнечной активности и избежать негативных для человека последствий? Почему вопреки всем прогнозам сейчас на Солнце почти нет пятен? И можно ли сегодняшними научными методами узнать, что же творится внутри Солнца?

## Эксперты программы
- Юрий Батурин — лётчик-космонавт, член Научного совета при Совете безопасности РФ
- Георгий Гречко — лётчик-космонавт
- Эрик Галимов — директор Института геохимии и аналитической химии РАН (ГЕОХИ РАН)
- Владимир Губарев — научный журналист, писатель-фантаст
- Валентин Дергачёв — зам. директора Физико-технического института РАН
- Вячеслав Довгань — водитель лунохода
- Олег Кораблёв — зам. директора Института космических исследований РАН
- Евгений Лупян — зам. директора ИКИ РАН
- Леонид Ксанфомалити — заведующий лабораторией ИКИ РАН
- Владимир Кузнецов — директор Института земного магнетизма, ионосферы и распространения радиоволн
- Михаил Маров — зав. отделом ГЕОХИ РАН
- Игорь Никулин — ст. научный сотрудник Государственного астрономического института МГУ (ГАИШ МГУ)
- Владимир Сурдин — ст. научный сотрудник ГАИШ МГУ
- Владислав Шевченко — заведующий отделом исследований Луны и планет ГАИШ МГУ